# Direttori del British Museum
Il  direttore del British Museum (Director of the British Museum) è il capo del British Museum a Londra. È responsabile per l'amministrazione generale di questa istituzione e riferisce i propri conti al Governo britannico. Il reale governo del British Museum, tuttavia, è delegato al suo Board of Trustees.
Alla fondazione del museo, in genere il membro anziano era denominato 'Principal Librarian' (primo bibliotecario). Il titolo divenne 'Director and Principal Librarian' nel 1898, e 'Director' nel 1973 (in seguito alla separazione della British Library dal museo.

## Principal Librarian of the British Museum (1756)
- 1756–1772 Gowin Knight
- 1772–1776 Matthew Maty
- 1776–1799 Charles Morton
- 1799–1827 Joseph Planta
- 1827–1856 Sir Henry Ellis
- 1856–1866 Antonio Panizzi
- 1866–1873 John Winter Jones
- 1873–1888 sir Edward Augustus Bond, KCB
- 1888–1898 sir Edward Maunde Thompson, GCB

## Director and Principal Librarian of the British Museum (1898)
- 1898–1909 Sir Edward Maunde Thompson, GCB
- 1909–1931 sir Frederic G. Kenyon, GBE, KCB, TD
- 1931–1936 sir George Francis Hill, KCB
- 1936–1950 sir John Forsdyke, KCB
- 1950–1959 sir  Thomas Downing Kendrick, KCB
- 1959–1969 sir Frank Francis, KCB
- 1969–1974 John Wolfenden, CBE

## Director of the British Museum (1973)
- 1974–1977 sir John Pope-Hennessy, CBE
- 1977–1992 sir David M. Wilson
- 1992–2002 Robert Anderson
- 2002–2016  Neil MacGregor, OM, AO
- 2016–presente Hartwig Fischer[2]